# Goffstown

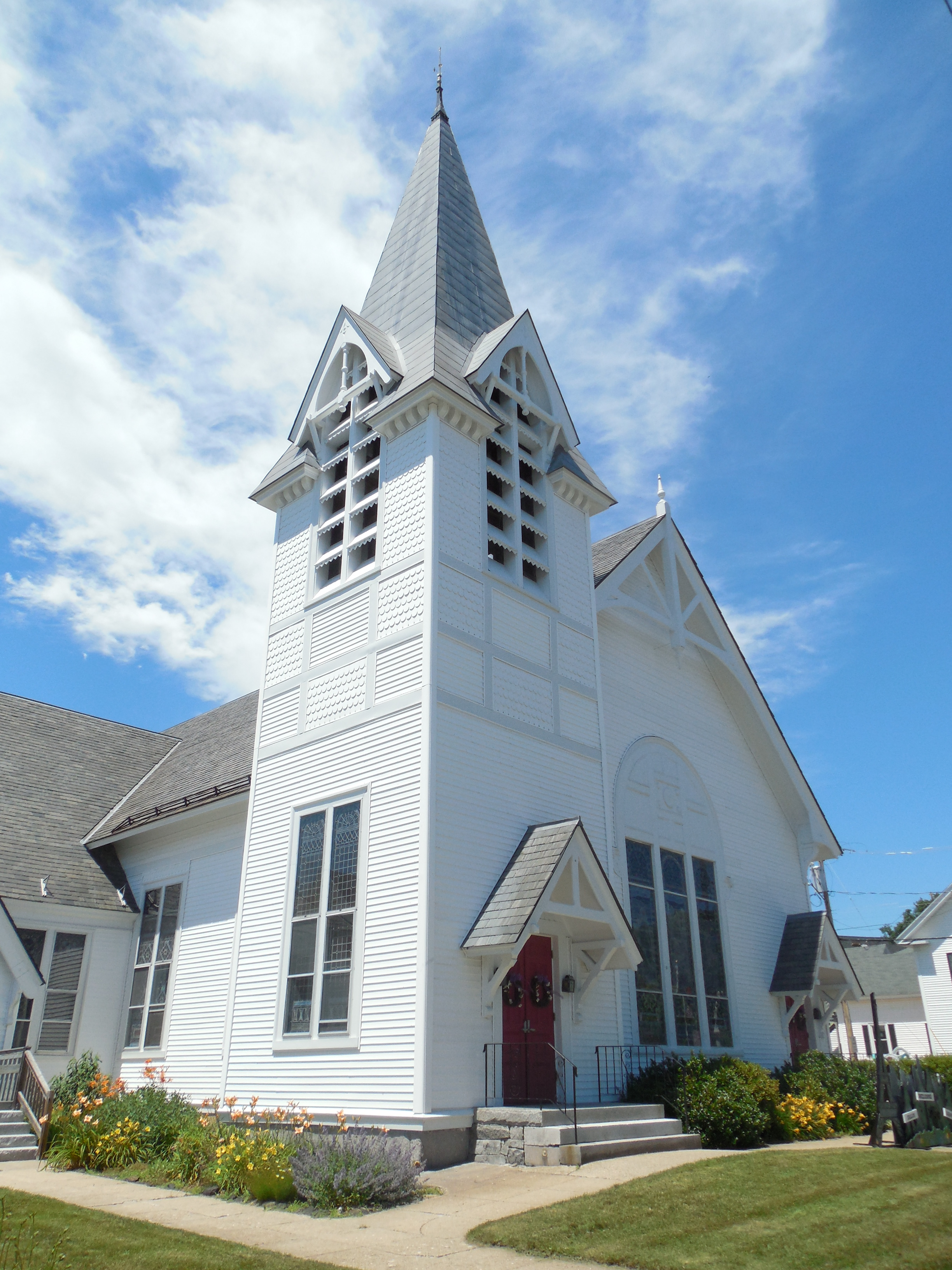

Goffstown est une ville du comté de Hillsborough dans l'État du New Hampshire aux États-Unis. La population était 17 651 au recensement de 2010. 

## Géographie
Goffstown est situé à 42° 59′ 47″ N, 71° 30′ 30″ O